# Sânziana Tarța
Sânziana Tarța (n. 1 noiembrie 1985, Satu Mare) este o actriță română.

## Filmografie

### Ca actor
- 4 luni, 3 săptămâni și 2 zile (2007)
- Ultimii clienți (2008)
- Înapoi Acasă (2009)
- Today (2009)
- Ghinionistul (2017)

### Ca actor vocal
- Zack și Cody, ce viață minunată (London Tipton)
- Zeke & Luther (Olivia Masterson)
- Cinci eroi de legendă
- Zootropolis